# القانون والاقتصاد
القانون والاقتصاد أو التحليل الاقتصادي للقانون هو تطبيق نظرية اقتصادية (على وجه التحديد نظرية الاقتصاد الجزئي) في تحليل القانون الذي بدأ في الغالب مع علماء من مدرسة شيكاغو للاقتصاد. تستخدم المفاهيم الاقتصادية لشرح اأثار القوانين لتحديد أي من الأحكام القانونية فعالة اقتصاديا، والتي تسمح يتوقع القواعد القانونية سيتم تعميمه.

## للإستزادة
- قانون المنافسة
- نظرية العقد (اقتصاد)
- اقتصاد إسلامي
- الاقتصاد المؤسسي الحديث
- اقتصاد سياسي
- حقوق الملكية (الاقتصاد)
- نظرية الخيار العام

## وصلات خارجية
- "القانون والاقتصاد" مقالة في الإنترنت موسوعة الفلسفة